# 1240-es évek
Évszázadok: 12. század · 13. század · 14. század
Évtizedek: 1190-es évek · 1200-as évek · 1210-es évek · 1220-as évek · 1230-as évek · 1240-es évek · 1250-es évek · 1260-as évek · 1270-es évek · 1280-as évek · 1290-es évek
Évek: 1240 · 1241 · 1242 · 1243 · 1244 · 1245 · 1246 · 1247 · 1248 · 1249